# Alberto Irízar
Alberto Irízar ( Buenos Aires, 1 de septiembre de 1924 - Ibidem; 19 de octubre de 1985) fue un actor y humorista de cine, teatro y televisión argentino.

## Carrera
Irízar es recordado por interpretar el papel del dueño del bar, en el histórico programa de la televisión argentina Polémica en el bar. 
También actuó en el El botón (1969) con Alberto Olmedo, Mesa de noticias (1983, en donde encarnó al recordado personaje Jesús Angueiras), y en el teleteatro Renato (1978), entre sus muchos roles para televisión.
En cine el gallego Irizar, acompañó a Olmedo y Porcel en las películas: Los doctores las prefieren desnudas (1973) de Gerardo Sofovich, Custodio de señoras (1979), Expertos en Pinchazos (1979), Así no hay cama que aguante (1980), A los cirujanos se les va la mano (1980) y Las mujeres son cosa de guapos (1981), todas dirigidas por Hugo Sofovich.
También trabajó con Luis Sandrini en ¡Qué linda es mi familia! (1980) y con Ángel Magaña en Flor de piolas (1969).

## Filmografía
Actuó en los filmes siguientes:
- 1962: Cristóbal Colón en la Facultad de Medicina
- 1966: La gorda
- 1967: El glotón
- 1967: ¡Esto es alegría!
- 1968: Coche cama alojamiento
- 1968: Este cura
- 1968: Villa Cariño está que arde
- 1969: Flor de piolas
- 1969: Amor libre
- 1969: Los muchachos de antes no usaban gomina
- 1973: Los doctores las prefieren desnudas
- 1975: Los chiflados dan el golpe
- 1976: La noche del hurto
- 1976: La guerra de los sostenes
- 1977: El casamiento de Laucha
- 1977: Así no hay cama que aguante
- 1978: Con mi mujer no puedo
- 1978: La fiesta de todos
- 1979: Custodio de señoras
- 1979: Expertos en pinchazos
- 1979: Millonarios a la fuerza
- 1979: Las muñecas que hacen pum
- 1979: Hotel de señoritas
- 1980: La noche viene movida
- 1980: Así no hay cama que aguante
- 1980:  Locos por la música
- 1980: A los cirujanos se les va la mano
- 1980: ¡Qué linda es mi familia!
- 1981: Las mujeres son cosa de guapos
- 1981: Cosa de locos
- 1984: Sálvese quien pueda
- 1985: Mirame la palomita
- 1985: Las barras bravas

### Televisión
- Renato
- El botón
- La revista dislocada
- Polémica en el bar
- Mesa de noticias
- 1974: La pensión de Minguito.

### Teatro
- La muchachada del centro (1961), encabezada por José Marrone y Diana Maggi. Libro y letra de Ivo Pelay, y música de Francisco Canaro. Con Roberto Escalada, Enrique Dumas, Lalo Malcolm, María Esther Paonessa, Isabel De Grana, entre otros.
- Buenos Aires de ayer (1961).
- Los verdes están el Maipo
- El Maipo de Gala
- Maipo 78
- West side story (en español: Amor sin Barreras)
- Frescas y fresquitas
- Buenos Aires canta al Mundo
- La Revista de Oro
- En vivo y al desnudo
- La revista de oro 18 quilates
- La revista de esmeralda y brillantes junto a Carlos Perciavalle
- Los pecados más alegres del mundo
- Judío
- Así es la Vida (1951), estrenada en el Teatro Presidente Alvear, con la compañía encabezada por Luis Arata.
- Rascacielos
- Entre tú y yo... el otro
- La muchachada del centro
- Patio de Tango

## Enlaces
- - Alberto Irízar en Internet Movie Database (en inglés).

- Datos: Q5663151